# 10 septembre 1896
Le jeudi 10 septembre 1896 est 254e jour de l'année 1896.

## En France
- Une tornade fait plusieurs morts à Paris.
- Plusieurs journaux annoncent les « aveux » du Capitaine Dreyfus.

## Naissances
- Adele Astaire, danseuse américaine, sœur de Fred Astaire († 25 janvier 1981).
- Vivian Edwards, actrice américaine du cinéma muet († 4 décembre 1949).
- Edgar McCloughry, air vice-marshal australien de la Royal Air Force († 15 novembre 1972.
- Robert Taschereau, homme politique et juge québécois, juge en chef du Canada de 1963 à 1967 († 26 juillet 1970).
- Ye Ting, général chinois qui fit d'abord partie du Kuomintang avant de rejoindre les communistes († 4 avril 1946).

## Décès
- Kate Horn, actrice et directrice de théâtre canadienne (° 1826).
- Théophile Labat, homme politique, économiste et inventeur français (° 20 mars 1834).
- Inabune Tazawa, femme de lettres japonaise (° 28 février 1874).